# Bo Goldman
Robert Spencer Goldman, mer känd som Bo Goldman, född 10 september 1932 i New York, död 25 juli 2023 i Silver Lakes (även känt som Helendale), Kalifornien, var en amerikansk manusförfattare. Goldman är känd för att ha skrivit manus till filmerna Gökboet (1975), Maktspel (1996) och Möt Joe Black (1998).

## Filmografi
- The Paradine Case (1962) (TV)
- Gökboet (1975)
- The Rose (1979)
- Melvin and Howard (1980)
- Ragtime (1981) (okrediterad)
- Ta ner månen om du kan! (1982)
- Swing Shift (1984) (okrediterad)
- The Flamingo Kid (1984) (okrediterad)
- Little Nikita (1988)
- Dick Tracy (1990) (okrediterad)
- En kvinnas doft (1992)
- Maktspel (with Ken Lipper, Paul Schrader, and Nicholas Pileggi) (1996)
- Möt Joe Black (with Ron Osborn & Jeff Reno and Kevin Wade) (1998)
- The Perfect Storm (2000) (okrediterad)
- Rules Don't Apply (2016) (story with Warren Beatty)